# パナソニック LUMIX DMC-L10

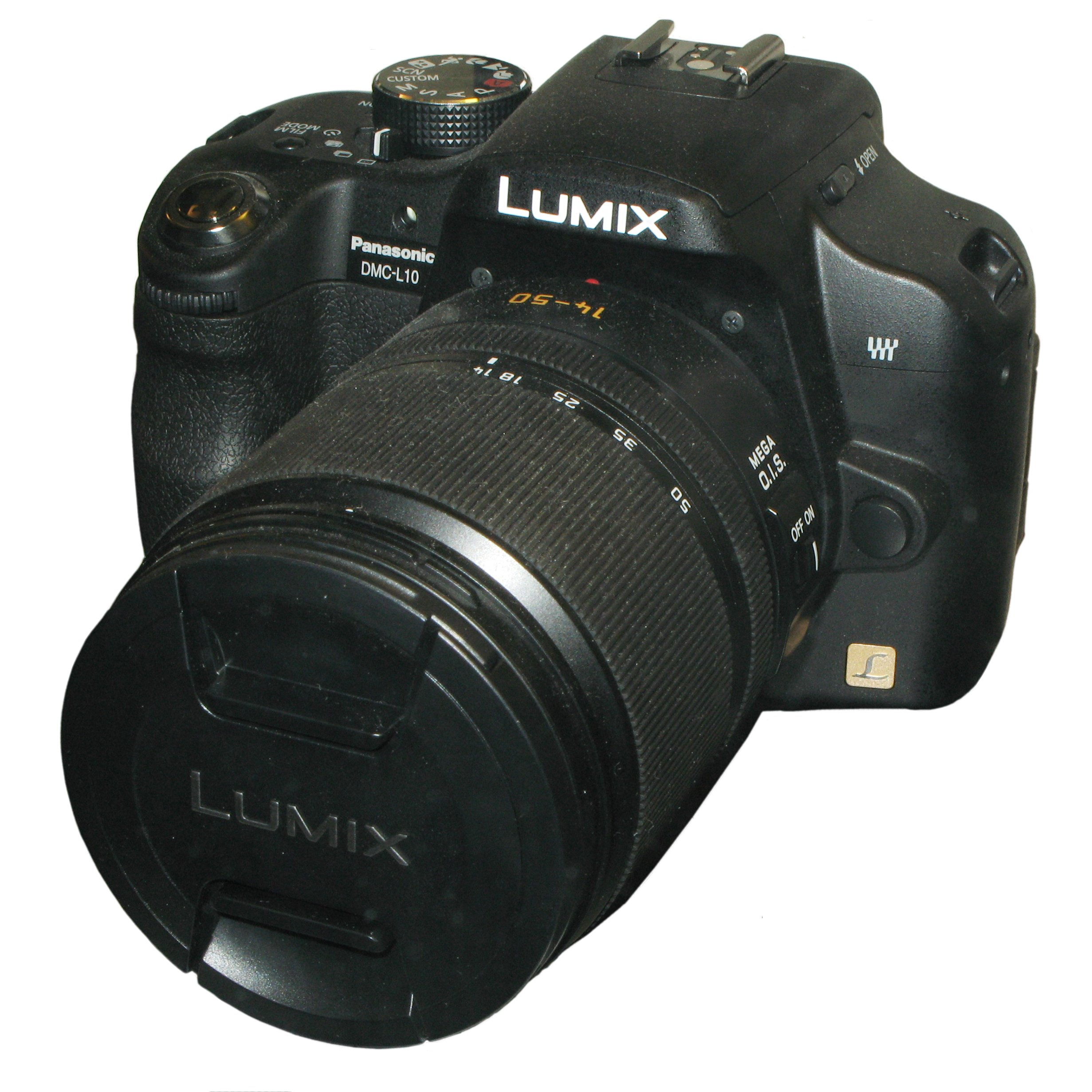
LUMIX DMC-L10

LUMIX DMC-L10は、パナソニックから発売されたフォーサーズシステム対応のデジタル一眼レフカメラである。

## 概要
パナソニックが展開しているLUMIXシリーズとしてはDMC-L1に続く機種としてパナソニック米国法人から2007年8月30日（現地時間）に発表され、日本では2007年11月22日から発売された。
オリンパス E-330をベースとしたDMC-L1とはうってかわってE-510をベースとしたオーソドックスなデザインとなったが、軍艦部形状がライカRシリーズを彷彿させている。パナソニック独自の画像処理エンジンであるヴィーナスエンジンIIIを採用。コントラストAFを利用したライブビュー撮影に対応し、フリーアングル液晶モニターを搭載してさまざまな姿勢での撮影に対応できる。
なお、レンズ内手ブレ補正機構を搭載したライカブランドのD VARIO-ELMAR 14-50mm/F3.8-5.6 OISレンズを同梱したキットモデルも販売されている。